# ワシントン郡 (ミズーリ州)
ワシントン郡（ワシントンぐん、英: Washington County）は、アメリカ合衆国ミズーリ州の東部に位置する郡である。2010年国勢調査での人口は25,195人であり、2000年の23,344人から7.9％増加した。郡庁所在地はポトシ市（人口2,660人）であり、同郡で人口最大の都市でもある。ワシントン郡は1813年8月21日に設立され、郡名は初代アメリカ合衆国大統領ジョージ・ワシントンに因んで名付けられた。

## 歴史
1722年から1723年に、フランス人探検家ルノーとラモットが現在のポトシがある地域に入った。恒久的な開拓地が造られたのは1763年になってからであり、フランソア・ブレトンがポトシ近くに入り、自分の名前をつけた製粉所の運営を始めた。ベルビュー・バレーのカレドニア近くとベルグラードには、1802年にアナニアス・マッコイ、ベンジャミン・クロウ、ロバート・リードの家族が入植した。ワシントン郡は1813年8月21日に設立され、郡名は初代アメリカ合衆国大統領ジョージ・ワシントンに因んで名付けられた。

## 地理
アメリカ合衆国国勢調査局に拠れば、郡域全面積は762.46平方マイル (1,974.8 km2)であり、このうち陸地759.59平方マイル (1,967.3 km2)、水域は2.87平方マイル (7.4 km2)で水域率は0.38％である。

### 主要高規格道路
- ミズーリ州道8号線     ホープウェルからポトシ
- ミズーリ州道21号線   カデットからポトシ経由でカレドニア
- ミズーリ州道32号線   カレドニアからビスマーク
- ミズーリ州道47号線   ローンデルからリッチウッズ経由でブラックウェル
- ミズーリ州道104号線 ブラックウェル
- ミズーリ州道185号線 サリバンからエボ経由でポトシ

### 空港
- ワシントン郡空港

### 鉄道
- ユニオン・パシフィック鉄道

### 隣接する郡
- フランクリン郡 - 北
- ジェファーソン郡 - 北東
- セントフランソア郡 - 東
- マディソン郡 - 南東
- アイアン郡 - 南
- デント郡 - 南西
- クロウフォード郡 - 西

### 国立保護地域
- マーク・トウェイン国立の森（部分）

## 人口動態
以下は2000年の国勢調査による人口統計データである。
| 基礎データ - 人口: 23,344人 - 世帯数: 8,406 世帯 - 家族数: 6,237 家族 - 人口密度: 12人/km2（31人/mi2） - 住居数: 9,894軒 - 住居密度: 5軒/km2（13軒/mi2） 人種別人口構成 - 白人: 95.47% - アフリカン・アメリカン: 2.48% - ネイティブ・アメリカン: 0.66% - アジア人: 0.15% - 太平洋諸島系: 0.01% - その他の人種: 0.15% - 混血: 1.08% - ヒスパニック・ラテン系: 0.73% 年齢別人口構成 - 18歳未満: 26.6% - 18-24歳: 9.8% - 25-44歳: 29.2% - 45-64歳: 22.7% - 65歳以上: 11.7% - 年齢の中央値: 35歳 - 性比（女性100人あたり男性の人口） - 総人口: 106.4 - 18歳以上: 106.4 | 世帯と家族（対世帯数） - 18歳未満の子供がいる: 36.4% - 結婚・同居している夫婦: 58.6% - 未婚・離婚・死別女性が世帯主: 10.6% - 非家族世帯: 25.8% - 単身世帯: 22.0% - 65歳以上の老人1人暮らし: 9.4% - 平均構成人数 - 世帯: 2.64人 - 家族: 3.05人 収入と家計 - 収入の中央値 - 世帯: 32,001米ドル - 家族: 38,193米ドル - 性別 - 男性: 27,871米ドル - 女性: 18,206米ドル - 人口1人あたり収入: 16,095米ドル - 貧困線以下 - 対人口: 20.8% - 対家族数: 17.1% - 18歳未満: 25.4% - 65歳以上: 12.9% |

## 教育
ワシントン郡の25歳以上の住民のうち、62.5％は高校卒以上の学歴を持ち、7.5％は学士以上の学位を持っている。
郡内の高等教育機関としては、ポトシ市にミネラル・エリア・カレッジの衛星キャンパスがある。

## 宗教
2000年宗教データアーカイブ協会郡別信徒報告書に拠れば、ワシントン郡は福音主義プロテスタントが最多数を占めるバイブル・ベルトにある。最も多い会派はカトリック教会の36.73％、続いて南部バプテスト連盟の21.74％、バプテスト・ミッショナリー・アソシエーション・オブ・アメリカの16.86％である。

## 都市と町
| - ベルグラード - ベリーマン - カデット - カレドニア | - クールトア - デルブリッジ - アイアンデール - ミネラルポイント | - パーマー - ピーリッジ - ピオリア - ポトシ - 郡庁所在地 | - クエーカー - リッチウッズ - シャーリー - ティフ |

## 郡区
| - ボーアータウン - ベルグラード - ベルビュー | - ブラックウェル - ブレトン - コンコード | - フレッチャー - ハーモニー - ジョンソン | - キングストン - リバティ - リッチウッズ | - ユニオン - ウォルトン |

## 政府の機関
ミズーリ州矯正省のポトシ矯正センターが郡内の未編入領域にある。ここには男性の執行待ち死刑囚が収容されている。

## 政治

### 地方
ワシントン郡の地方レベルでは民主党が大半の政治を支配しており、郡の選挙で選ばれる役職は5人を除いて独占している。

#### 国政
大統領選挙のレベルではかなり独立色が強いが、民主党支持の傾向がある。2004年の大統領選挙では、ジョージ・W・ブッシュが2ワシントン郡を制したが、2000年ではアル・ゴアに僅差で敗れた。どちらの場合も他の田園部郡に比べて票差が小さかった。1992年と1996年の選挙ではビル・クリントンが10ポイント以上の差をつけて制した。2008年の選挙では、州内の田園部にある郡とは異なり、バラク・オバマがジョン・マケインを5票差で制した。ミズーリ州の114郡でオバマが制したのは9郡のみである。
ワシントン郡は田園部郡と同様、社会的にまた文化的に保守的であるが、経済問題についてはディキシークラットに典型的な中道あるいは人民主義的傾向もある。2004年の州民投票では、結婚を男と女の結合として定義する州憲法改正案をワシントン郡は81.37％という圧倒的多数で賛成した。州全体でも71％の賛成で可決し、ミズーリ州は同性結婚を禁止する最初の州になった。2006年の州民投票では、胚性幹細胞の研究を予算化し、合法化する憲法改正案が掛けられたが、ワシントン郡では56.48％が反対した。州全体では51%の賛成と辛うじて改正が成立し、胚性幹細胞の研究を最初に認めた州の1つになった。郡民は伝統的に社会問題に保守的であるが、最低賃金の増加のような人民主義的施策は支持する傾向にある。やはり2006年の州民投票で最低賃金を時間あたり6.50ドルに増やす命題については、ワシントン郡では81.47％が支持した。この命題は州内のどの郡でも支持され、75.94％が賛成した。

#### 2008年大統領予備選挙
2008年の大統領予備選挙で、ワシントン郡は二大政党の候補者をどちらも州全体と全国で二位に終わった者を選んだ。民主党の予備選挙ではヒラリー・クリントンが圧倒的な強さで1位となり、さらに共和党予備選挙で投じられた総票数よりも多かった。

## 観光地
- ビッグ川付近、ベルグラード
- カウンシルブラフ湖、ベルグラード
- ブートレグ公園、ベルグラード
- ベリーマン・キャンプ・アンド・トレイル国有林、ベリーマン
- ビュフォード山、カレドニア
- ヒューズ山自然地域、アイアンデール
- ビスマーク保存地域、ビスマーク
- リトルインディアン・クリーク保存地域、サリバン
- ピーリッジ保存地域、サリバン
- オザークスYMCA、シャーリー